# Iso von St. Gallen
Iso von St. Gallen (lateinisch Iso Sangallensis; * um 830 im Thurgau; † 14. Mai 871 im Kloster Münster-Granfelden) war Benediktinermönch in der Abtei St. Gallen, danach im Kloster Münster-Granfelden. Er genoss hohe Wertschätzung als Lehrer und Arzt.

## Leben
Iso entstammte einer freien Thurgauer Familie und wurde als Kind zur monastischen Erziehung ins Kloster St. Gallen gegeben. Sein Namenszug als Schreiber findet sich auf St. Galler Urkunden der Jahre 852–868. Er war Lehrer an der inneren, dann Vorsteher der äußeren Klosterschule und begründete den wissenschaftlichen Rang St. Gallens. Ekkehard IV. († nach 1057) bietet in der Klosterchronik Casus Sancti Galli ein teilweise legendarisch überformtes Bild Isos. Er schreibt ihm entscheidenden Einfluss auf die Bildung führender St. Galler Persönlichkeiten wie Salomo III. von Konstanz, Notker Balbulus, Tuotilo und Ratpert zu. Notker bezeugt in der Widmung seiner Sequenzen, dass Iso ihn den Grundsatz der syllabischen Textierung gelehrt habe, später Isonische Regel genannt.
Möglicherweise vom späteren Burgunderkönig Rudolf I. wurde Iso ins Kloster Münster-Granfelden im Berner Jura berufen. Auch dort wirkte er als Lehrer und Arzt im Kloster und in der Region.
In St. Gallen erlebte Iso die Kanonisierung des Gründerabts Otmar und die feierlichen Translationen von dessen Reliquien 864 und 867. In seinem zweibändigen Hauptwerk Relatio de miraculis s. Otmari schildert Iso als Augenzeuge die dabei geschehenen Wunder.